# فايربيز
فايربيز  هي مجموعة من خدمات الحوسبة السحابية الخلفية ومنصات تطوير التطبيقات التي تقدمها جوجل. وتستضيف قواعد البيانات والخدمات والمصادقة والتكامل لمجموعة متنوعة من التطبيقات، بما في ذلك أندرويد وآي أو إس وجافا سكريبت ونود.جي إس وجافا ويونيتي وبي إتش بي وسي++.

## تاريخ
تطورت فاير بيز من شركة إنفولف، وهي شركة ناشئة سابقة أسسها جيمس تامبلين وأندرو لي في عام 2011. قدمت إنفولف للمطورين واجهة برمجة تطبيقات تتيح دمج وظائف الدردشة عبر الإنترنت في مواقع الويب الخاصة بهم. بعد إطلاق خدمة الدردشة، اكتشف تامبلين ولي أنه تم استخدامها لتمرير بيانات التطبيق التي ليست رسائل دردشة. كان المطورون يستخدمون إنفولف لمزامنة بيانات التطبيق مثل حالة اللعبة في الوقت الفعلي عبر مستخدميهم. قرر تامبلين ولي فصل نظام الدردشة وبنية الوقت الفعلي التي تدعمه. أسسا فاير بيز كشركة منفصلة في عام 2011 وتم إطلاقها للجمهور في أبريل 2012.
كان أول منتج لـ فاير بيز هو قاعدة بيانات فاير بيز في الوقت الحقيقي (Firebase Realtime Database)، وهي واجهة برمجة تطبيقات تعمل على مزامنة بيانات التطبيق عبر أجهزة أندرويد وآي أو إس وأجهزة الويب، وتخزينها على سحابة فاير بيز. يساعد المنتج مطوري البرامج في إنشاء تطبيقات تعاونية في الوقت الفعلي.
في مايو 2012، بعد شهر من إطلاق النسخة التجريبية، جمعت فاير بيز 1.1 مليون دولار من التمويل الأولي من أصحاب رؤوس الأموال الاستثمارية. في يونيو 2013، جمعت الشركة أيضًا 5.6 مليون دولار من تمويل السلسلة أ.
في عام 2014، أطلقت فاير بيز منتجين: استضافة فاير بيز (Firebase Hosting) ومصادقة فاير بيز (Firebase Authentication). أدى هذا إلى وضع الشركة كواجهة خلفية للهاتف المحمول كخدمة.
في أكتوبر 2014، استحوذت قوقل على الشركة. وبعد مرور عام، في أكتوبر 2015، استحوذت قوقل على ديفشوت، وهي منصة استضافة الويب بتنسيق إتش تي إم إل 5، لدمجها مع فريق فاير بيز.
في مايو 2016، في مؤتمر جوجل آي/أو، وهو المؤتمر السنوي للمطورين للشركة، قدمت فايربيز تحليلات فايربيز وأعلنت أنها تعمل على توسيع خدماتها لتصبح نظامًا أساسيًا موحدًا للواجهة الخلفية كخدمة (BaaS) لمطوري الأجهزة المحمولة. يتكامل فايربيز الآن مع العديد من خدمات جوجل الأخرى، بما في ذلك منصة جوجل السحابية وأدموب وجوجل أدووردز لتقديم منتجات ونطاق أوسع للمطورين. تم استبدال خدمة الرسائل السحابية من جوجل، وهي خدمة لإرسال الإشعارات الفورية إلى أجهزة أندرويد، بخدمة المراسلة السحابية في لفايربيز، الذي أضاف وظيفة تسليم الإشعارات الفورية إلى أجهزة أندرويد وآي أو إس وأجهزة الويب.
في يوليو 2016، أعلنت جوجل أنها استحوذت على منصة مطوري الأجهزة المحمولة لانشكيت،  المتخصصة في تسويق مطوري التطبيقات، وستضمها إلى فريق أدوات نمو فايربيز. في يناير 2017، استحوذت جوجل على فابريك و كراشلايتكس من تويتر لإضافة هذه الخدمات إلى فايربيز.
في أكتوبر 2017، أطلقت فايربيز خدمة سحابة فايرستور، وهي قاعدة بيانات مستندات في الوقت الفعلي كمنتج لاحق لقاعدة بيانات فايربيز في الوقت الفعلي الأصلية.

## الجدل حول خصوصية المستخدم
يُزعم أن جوجل تستخدم فايربيز لتتبع المستخدمين دون علمهم. في 14 يوليو 2020، رُفعت دعوى قضائية تتهم جوجل بانتهاك قانون التنصت الفيدرالي وقانون الخصوصية في كاليفورنيا. وذكرت أنه من خلال فايربيز، قامت جوجل بجمع وتخزين بيانات المستخدم، وتسجيل ما كان المستخدم ينظر إليه في العديد من أنواع التطبيقات، على الرغم من اتباع المستخدم لتعليمات جوجل الخاصة بإيقاف تشغيل نشاط الويب والتطبيق الذي تجمعه الشركة. رٌفضت الدعوى القضائية في يناير 2022، حيث حكم قاضي المحكمة الجزئية الأمريكية ريتشارد سيبورج بأن الوعد بتجنب جمع بيانات المستخدم لا يرقى إلى مستوى العقد.

## روابط خارجية
- الموقع الرسمي